# Cree Cicchino
Cree Cicchino (Queens, 9 mei 2002) is een Amerikaanse televisieactrice. Ze is bekend geworden door haar rol als Babe Carano in Nickelodeons Game Shakers.

## Biografie
Cicchino begon toen ze vier jaar oud was met dansen en richtte zich vooral op stijlen als hiphop en jazzfunk. Ze was presentatrice van Nickelodeons Ultimate Halloween Costume Party in 2015. Ze heeft een tweelingzus genaamd Jayce.
Cicchino begon met acteren nadat haar moeder haar in een comedygroep voor sketches had gezet. Zij en haar medespeler Madisyn Shipman, samen met andere medespelers uit Game Shakers, waren te gast in het televisieprogramma Piper's Picks.

## Filmografie
| Jaar       | Titel                                                 | Rol                      | Opmerkingen    |
| ---------- | ----------------------------------------------------- | ------------------------ | -------------- |
| 2015-2019  | Game Shakers                                          | Babe Carano              | televisieserie |
| 2015       | Nickelodeon's Ho Ho Holiday                           | Zichzelf                 | tv-special     |
| 2016       | Paradise Run                                          | Zichzelf                 | tv-special     |
| 2018       | Danger Games (crossover Henry Danger en Game Shakers) | Babe Carano              | televisieserie |
| 2019-2020  | Mr. Iglesias                                          | Marisol Fuentes          | televisieserie |
| 2020       | The Sleepover                                         | Mim                      | film           |
| 2021–heden | And Just Like That...                                 | Luisa Torres             | televisieserie |
| 2022       | Stay Awake                                            | Melanie                  | film           |
| 2022       | Robot Chicken                                         | Bubbles / Nellie / Alice | stemrol        |
| 2022       | Big Sky                                               | Emily Arlen              | televisieserie |
| 2022       | FBF                                                   | Annie                    | film           |
| 2024       | Turtles All the Way Down                              | Daisy                    | film           |
| 2025       | Twinless                                              |                          | film           |